# Відділення математики НАН України
Відділення математики НАН України — наукове відділення Секції фізико-технічних і математичних наук НАН України.

## Історія
Історія відділення математики НАН України починається зі створення 27 листопада 1918 року в Українській академії наук Фізико-математичного відділу.
Відділення математики НАН України є основною науковою, координаційною і виробничою структурною ланкою НАН України, в установах якого виконуються фундаментальні дослідження, які мають пріоритетний характер. Отримані результати є джерелом розвитку нових теорій у різних галузях знань і базою для застосування в техніці, нових технологіях, економіці, методах математичного моделювання.
Потужний інтелектуальний потенціал математичної думки ґрунтується на досвіді історично сформованих наукових шкіл, засновниками яких були всесвітньо відомі вчені Д.О. Граве, Г.В. Пфейффер, М.П. Кравчук, М.М. Крилов, М.М. Боголюбов, С.Н. Бернштейн, М.Г. Крейн, М.О. Лаврентьєв, В.М. Глушков, Б.В. Гнєденко, Я.Б. Лопатинський, Я.С. Підстригач, М.П. Корнєйчук, О.В. Погорєлов. Відомі у світі вітчизняні наукові школи диференціальних рівнянь та нелінійної механіки, функціонального аналізу та теорії функцій, теорії ймовірностей та математичної теорії рівнянь у частинних похідних та математичної фізики, алгебри, геометрії та топології, обчислювальної математики, математичної теорії керування, математичних проблем механіки.
Загальновизнаним є високий рівень досліджень наших вчених, що присвятили свою роботу: 
• теорії диференціальних рівнянь, динамічних систем та нелінійних коливань, математичної фізики, методів функціонального та нелінійного аналізу, теорії ймовірностей та математичної статистики; теорії функцій дійсної та комплексної змінної, алгебраїчних та топологічних структур, обчислювальної математики, аналітичної механіки та динаміки механічних систем (Інститут математики НАН України, рік створення – 1934 р.);
• теорії диференціальних рівнянь із частинними похідними та операторів, конструктивної та геометричної теорії функцій, теорії випадкових процесів і математичної статистики; динаміки твердого тіла, теорії стійкості та керування, механіки гірничих порід; моделювання, ідентифікації та розпізнавання керуючих систем (Інститут прикладної математики і механіки НАН України, рік створення – 1970 р.);
• операторним методам функціонального аналізу і лінійної алгебри та їх застосуванню, теорії диференціальних рівнянь та динамічних систем, термодинамічних основ побудови математичних моделей механіки деформівних твердих тіл з урахуванням структури і взаємозв’язку процесів різної природи, математичних методів розрахунку, оптимізації та прогнозування деформативності, міцності, довговічності та поведінки механічних систем (Інститут прикладних проблем механіки і математики ім. Я.С. Підстригача НАН України, рік створення – 1978 р.);
• геометрії, математичної фізики, теорії функцій (Математичне відділення Фізико_технічного інституту низьких температур ім. Б.І. Вєркіна НАН України, рік створення – 1960 р.); 
• галузі математичного моделювання, обчислювального експерименту і оптимізації (Центр математичного моделювання Інституту прикладних проблем механіки і математики ім. Я.С. Підстригача НАН України, рік створення – 1991 р.);
• сучасним напрямам і проблемам теоретичної і прикладної математики, розробленню нових інформаційних технологій (Міжнародний математичний центр імені Ю.О.Митропольського НАН України, рік створення – 1991 р.).
Результати згаданих вище досліджень істотно випереджають здобутки зарубіжних математичних шкіл, мають пріоритетний характер і стали джерелом створення нових теорій у різних галузях математики. Доробок українських науковців широко використовували при розв’язанні цілого комплексу народногосподарських завдань, зокрема оборонних проблем, дослідження космічного простору, проектування гідротехнічних споруд тощо. Вони отримали високу оцінку вітчизняних та зарубіжних фахівців, тому відзначені високими державними та міжнародними нагородами.
Так, у 1982 р. за фундаментальний внесок у функціональний аналіз та його застосування М.Г. Крейна нагороджено однією з найпрестижніших у світі премій – Премією Вольфа. 
Ґрунтовні роботи Ю.О. Митропольського зі створення і розроблення методів дослідження нелінійних коливань систем з повільно змінними амплітудою і фазою сьогодні загальновідомі, вони – складова частина «методу Крилова–Боголюбова–Митропольського», що широко використовується для дослідження кількісних та якісних властивостей нелінійних коливальних процесів. За винятковий особистий внесок у зміцнення вітчизняного наукового потенціалу, визначні здобутки в розвитку та організації фундаментальних досліджень у галузі математики, багаторічну плідну наукову діяльність у 1965 р. Ю.О. Митропольського відзначено Ленінською премією, в 1968 р. йому присвоєно звання Героя Соціалістичної Праці, а в 2007 р. – звання Героя України. 
Учений В.О. Марченко розв’язав обернену задачу квантової теорії розсіювання, отримав інтегральне рівняння, яке стало основою методу оберненої задачі. Це рівняння називають «рівнянням Марченка». У 1962 р. вченого нагороджено Ленінською премією. 
Повне розв’язання IV проблеми Гільберта отримав О.В. Погорєлов. Його також у 1962 р. відзначено Ленінською премією. 
За дослідження в галузі фізики вибуху Ленінську премію в 1962 р. отримав М.М. Ситий. 
На Всесвітньому конгресі математиків у Кіото у 1990 р. В.Г. Дрінфельд отримав Філдсівську медаль за доведення гіпотези Ленглендса для GL(2) над функціональним полем і за роботу з теорії квантових груп.
Про визнання міжнародною математичною спільнотою досягнень українських математиків свідчить і той факт, що науковці світу широко використовують такі математичні терміни, як «порядок Шарковського», «топологія Скорохода», «позитивні і негативні простори Березанського», «функція Гріна–Самойленка», «фазове укрупнення Королюка» та ін.
Свідченням високого міжнародного авторитету українських математиків стало виконання спільних наукових проектів з ученими Австрії, Болгарії, Білорусі, Великобританії, Грузії, Данії, Ізраїлю, Італії, Ірландії, Канади, Литви, Мексики, Польщі, Німеччини, Нідерландів, Норвегії, Португалії, Росії, Румунії, Словаччини, США, Туреччини, Франції, Чехії, Чилі, Швеції та ін. Наші науковці підтримують постійні творчі контакти з ученими провідних університетів цих країн. Короткотермінові наукові візити дають змогу оперативно знайомитися із новими зарубіжними науковими працями, сприяють поширенню результатів досліджень, отриманих нашими співробітниками, на міжнародну аудиторію.

## Керівництво Бюро Відділення математики[2]
В.о. академіка-секретаря Відділення:
- Тимоха Олександр Миколайович — академік НАН України, директор Інституту математики НАН України;

Заступники академіка-секретаря Відділення:
- Хруслов Євген Якович — академік НАН України, Математичне відділення Фізико-технічного інституту низьких температур імені Б. І. Вєркіна НАН України;

- Нікітін Анатолій Глібович — член-кореспондент НАН України, Інститут математики НАН України;

- Пелих Володимир Олександрович — член-кореспондент НАН України, Інститут прикладних проблем механіки і математики ім. Я.С. Підстригача.

Учений секретар Відділення:
- Кобрін Петро Петрович.

## Персональний склад[2]

### Академіки (дійсні члени):
| Ім'я                             | Спеціальність                 | Дата обрання | Установа                                                                                              |
| -------------------------------- | ----------------------------- | ------------ | --- |
| Борисенко Олександр Андрійович   | Математика                    | 26.05.2021   | Математичне відділення Фізико-технічного інституту низьких температур імені Б. І. Вєркіна НАН України |
| Кушнір Роман Михайлович          | Математичні проблеми механіки | 07.03.2018   | Інститут прикладних проблем механіки і математики ім. Я. С. Підстригача НАН України                   |
| Макаров Володимир Леонідович     | Математика                    | 04.02.2009   | Інститут математики НАН України                                                                       |
| Максименко Сергій Іванович       | Математика                    | 01.05.2025   | Інститут математики НАН України                                                                       |
| Марченко Володимир Олександрович | Математична фізика            | 26.12.1969   | Математичне відділення Фізико-технічного інституту низьких температур імені Б. І. Вєркіна НАН України |
| Пастур Леонід Андрійович         | Математика                    | 18.05.1990   | Математичне відділення Фізико-технічного інституту низьких температур імені Б. І. Вєркіна НАН України |
| Самойленко Юрій Стефанович       | Математика                    | 16.04.2015   | Інститут математики НАН України                                                                       |
| Скрипнік Ігор Ігорович           | Математика                    | 07.03.2018   | Інститут прикладної математики і механіки НАН України                                                 |
| Тимоха Олександр Миколайович     | Математика                    | 26.05.2021   | Інститут математики НАН України                                                                       |
| Хруслов Євген Якович             | Математика                    | 16.05.2003   | Математичне відділення Фізико-технічного інституту низьких температур імені Б. І. Вєркіна НАН України |
| Шевчук Ігор Олександрович        | Математика                    | 01.05.2025   | Київський національний університет імені Тараса Шевченка                                              |

### Члени-кореспонденти:
| Ім'я                           | Спеціальність                                           | Дата обрання | Установа                                                                                              |
| ------------------------------ | ------------------------------------------------------- | ------------ | --- |
| Ванєєва Олена Олександрівна    | Математика                                              | 25.04.2024   | Інститут математики НАН України                                                                       |
| Гутлянський Володимир Якович   | Алгебра та аналіз                                       | 04.02.2009   | Інститут прикладної математики і механіки НАН України                                                 |
| Дороговцев Андрій Анатолійович | Теорія ймовірностей та математична статистика           | 26.05.2021   | Інститут математики НАН України                                                                       |
| Дрінфельд Володимир Гершонович | Математика                                              | 25.11.1992   | Відділення математики Чиказького університету                                                         |
| Дрозд Юрій Анатолійович        | Алгебра                                                 | 13.04.2012   | Інститут математики НАН України                                                                       |
| Зуєв Олександр Леонідович      | Обчислювальна математика, математичні проблеми механіки | 26.05.2021   | Інститут прикладної математики і механіки НАН України                                                 |
| Кочубей Анатолій Наумович      | Математична фізика                                      | 06.03.2015   | Інститут математики НАН України                                                                       |
| Мазко Олексій Григорович       | Обчислювальний та прикладний аналіз                     | 25.04.2024   | Інститут математики НАН України                                                                       |
| Михайлець Володимир Андрійович | Математика                                              | 01.05.2025   | Інститут математики НАН України                                                                       |
| Михаськів Віктор Володимирович | Обчислювальний та прикладний аналіз                     | 01.05.2025   | Інститут прикладних проблем механіки і математики імені Я. С. Підстригача НАН України                 |
| Нікітін Анатолій Глібович      | Диференційні рівняння                                   | 04.02.2009   | Інститут математики НАН України                                                                       |
| Пелих Володимир Олександрович  | Математична фізика                                      | 26.05.2021   | Інститут прикладних проблем механіки і математики імені Я. С. Підстригача НАН України                 |
| Портенко Микола Іванович       | Математика                                              | 14.04.1995   | Інститут математики НАН України                                                                       |
| Самойленко Валерій Григорович  | Диференціальні рівняння, динамічні системи              | 26.05.2021   | Київський національний університет імені Тараса Шевченка                                              |
| Токовий Юрій Владиславович     | Обчислювальний та прикладний аналіз                     | 25.04.2024   | Інститут прикладних проблем механіки і математики імені Я. С. Підстригача НАН України                 |
| Фельдман Геннадій Михайлович   | Функціональний аналіз, теорія функцій                   | 07.03.2018   | Математичне відділення Фізико-технічного інституту низьких температур імені Б. І. Вєркіна НАН України |
| Шепельський Дмитро Георгійович | Математика                                              | 25.04.2024   | Математичне відділення Фізико-технічного інституту низьких температур ім. Б. І. Вєркіна НАН України   |
| Щербина Марія Володимирівна    | Теорія ймовірностей                                     | 13.04.2012   | Математичне відділення Фізико-технічного інституту низьких температур ім. Б. І. Вєркіна НАН України   |

Академіки з інших відділень, які беруть участь у роботі:
| Ім'я                      | Основне відділення     | Спеціальність            | Установа                                              |
| ------------------------- | ---------------------- | ------------------------ | ----------------------------------------------------- |
| Сергієнко Іван Васильович | Відділення інформатики | Обчислювальна математика | Інститут кібернетики імені В. М. Глушкова НАН України |

## Установи
- Інститут математики НАН України
- Інститут прикладної математики і механіки НАН України
- Інститут прикладних проблем механіки і математики імені Я. С. Підстригача НАН України
- Математичне відділення Фізико-технічного інституту низьких температур імені Б. І. Вєркіна НАН України

Реорганізовано
- Центр математичного моделювання Інституту прикладних проблем механіки і математики імені Я. С. Підстригача НАН України (реорганізовано діяльність шляхом приєднання до Інститут прикладних проблем механіки і математики імені Я. С. Підстригача НАН України)
- Науково-виробничий Центр з інформаційних проблем територій Інституту прикладних проблем механіки і математики імені Я. С. Підстригача (реорганізовано діяльність шляхом приєднання до Центру математичного моделювання Інституту прикладних проблем механіки і математики імені Я. С. Підстригача НАН України)

## Премії НАН України по Відділенню математики
- Премія НАН України імені М. М. Крилова (1964 р.) — за видатні наукові роботи в галузі нелінійної механіки та прикладної математики
- Премія НАН України імені М. М. Боголюбова (1992 р.) — за видатні наукові роботи в галузі математики і теоретичної фізики
- Премія НАН України імені М. О. Лаврентьєва (1997 р.) — за видатні наукові роботи в галузі аналізу та прикладної математики
- Премія НАН України імені М. В. Остроградського (1997 р.) — за видатні наукові роботи в галузі математики, математичних проблем механіки та фізики
- Премія НАН України імені М. Г. Крейна (2007 р.) — за видатні наукові роботи в галузі функціонального аналізу і теорії функцій
- Премія НАН України імені О. В. Погорєлова (2007 р.) — за видатні наукові роботи в галузі диференціальних рівнянь, геометрії та топології
- Премія НАН України імені Ю. О. Митропольського (2009 р.) — за видатні наукові роботи в теоріях диференціальних рівнянь, динамічних систем та нелінійних коливань
- Премія НАН України імені Д.О. Граве (2022 р.) — за видатні наукові роботи в галузі математики

## Премії ЮНЕСКО
У 2018 році українську премію L'Oréal-ЮНЕСКО «Для жінок у науці» отримала Олена Ванєєва.
У 2020 році українську премію L'Oréal-ЮНЕСКО «Для жінок у науці» отримала Марина Нестеренко.
У 2020 році міжнародну премію «International Rising Talents» L'Oréal-ЮНЕСКО отримала Олена Ванєєва.

## Періодичні видання
Наукові журнали:
- Український математичний журнал
- Нелінійні коливання

- Математичні методи та фізико-механічні поля

Збірники наукових праць:
- Збірник праць Інституту математики НАН України
- Праці Інституту прикладної математики і механіки НАН України
- Прикладні проблеми механіки і математики
- Фізико-математичне моделювання та інформаційні технології
- Methods of Functional Analysis and Topology